# Anton Mädler

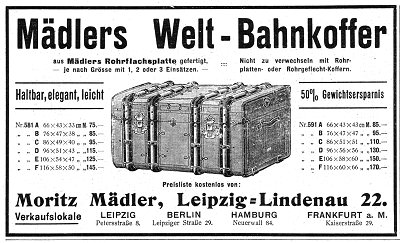
Werbeanzeige der Koffermanufaktur Moritz Mädler, 1910

Anton Mädler (* 5. April 1854 in Leipzig; † 6. März 1925 in Dresden-Wachwitz) war ein deutscher Unternehmer und Mäzen sowie Bauherr mehrerer architektonisch bemerkenswerter Gebäude.

## Leben
Anton Mädler war Inhaber der „Königlich Sächsischen concessionirten Koffer- und Taschen-Fabrik Moritz Mädler“. Das Unternehmen war 1850 von seinem Vater Carl Moritz Mädler in Wurzen gegründet worden und seit 1886 mit einer Fabrik in Leipzig-Lindenau ansässig. 1889 erhielt die Firma Mädler die Auszeichnung Königlich Sächsischer Hoflieferant. Antons Bruder Bruno Mädler gründete in Berlin eine Firma, die Baubeschläge, Werkzeuge, Gießereiartikel und ähnliches herstellte und bis heute unter dem Firmennamen Mädler in vierter Generation weltweit tätig ist.
Kommerzienrat Anton Mädler, der eine repräsentative Villa im noblen Leipziger Stadtteil Leutzsch hatte, war auch Mäzen. So erwarb er einen Flügelaltar aus der Zwickauer Nikolaikirche, der nach der Reformation in Privathände gelangt war, und stiftete ihn 1908 dem Städtischen Kunstgewerbemuseum Leipzig. Auch das Museum für Völkerkunde zu Leipzig wurde von Mädler finanziell bedacht.
1930 übernahm Edgar Moritz Mädler die Firmenleitung, ab 1945 hatte sie ihren Geschäftssitz in Offenbach am Main, wo sie nach einem Konkurs 1984 von Goldpfeil übernommen wurde.
Die alte Verbindung nach Leipzig lebte Ende der 1950er Jahre wieder auf, als Gewandhausdirektor Fritz Händschke 1957 bei Moritz Mädler eine Kofferausstattung für Instrumente des Gewandhausorchesters bestellte. Taschen und Lederwaren des Unternehmens Mädler genossen in Deutschland höchstes Prestige.

## Gebäude

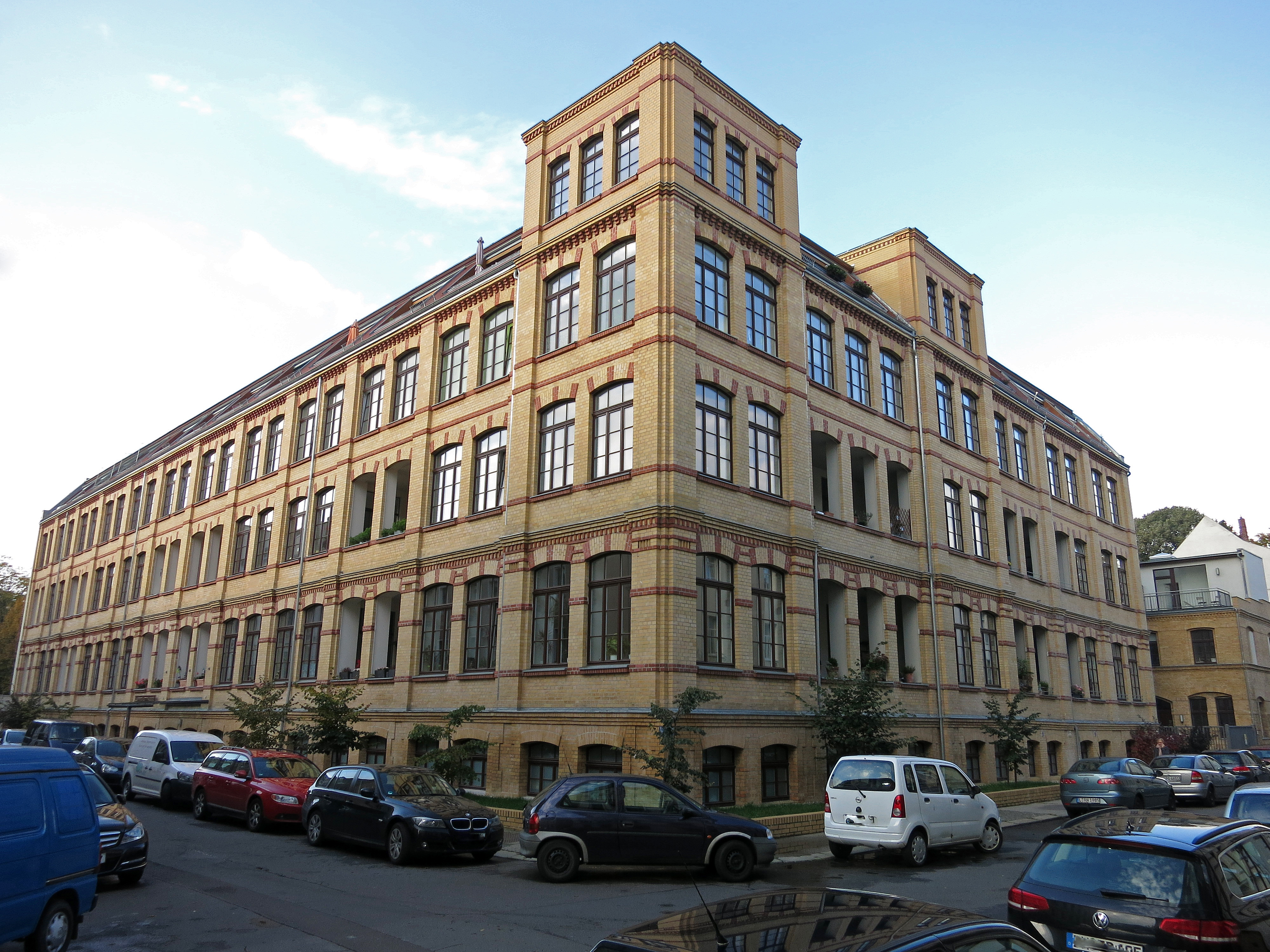
Ehem. Koffer- und Lederwarenfabrik in Leipzig-Lindenau

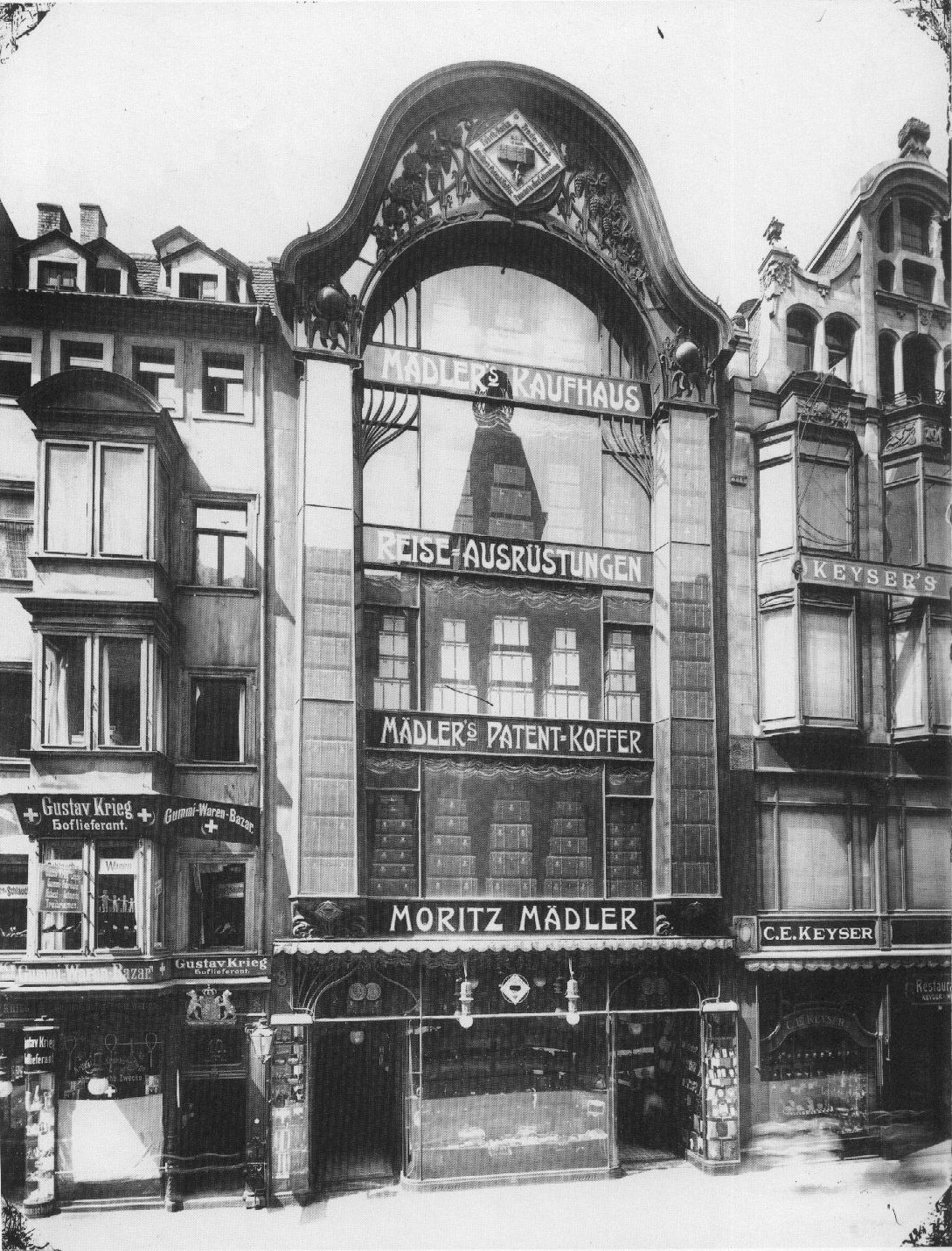
Mädlerhaus in Leipzig

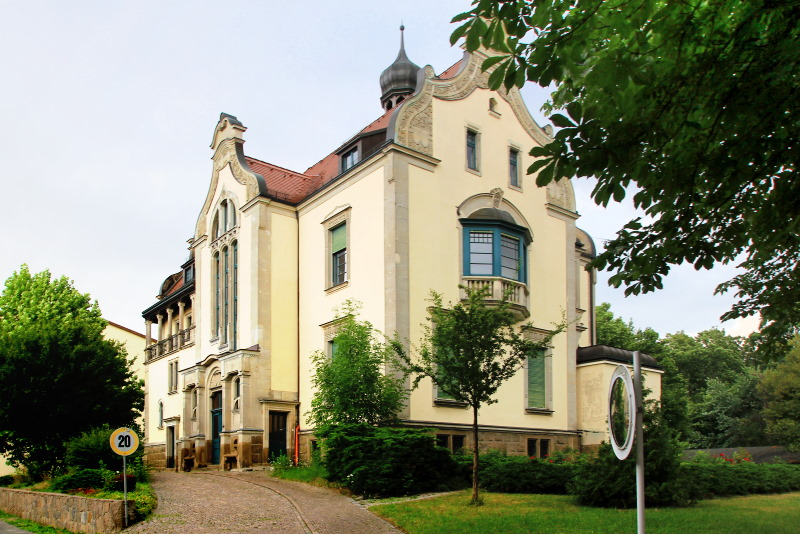
Mädlervilla in Leipzig

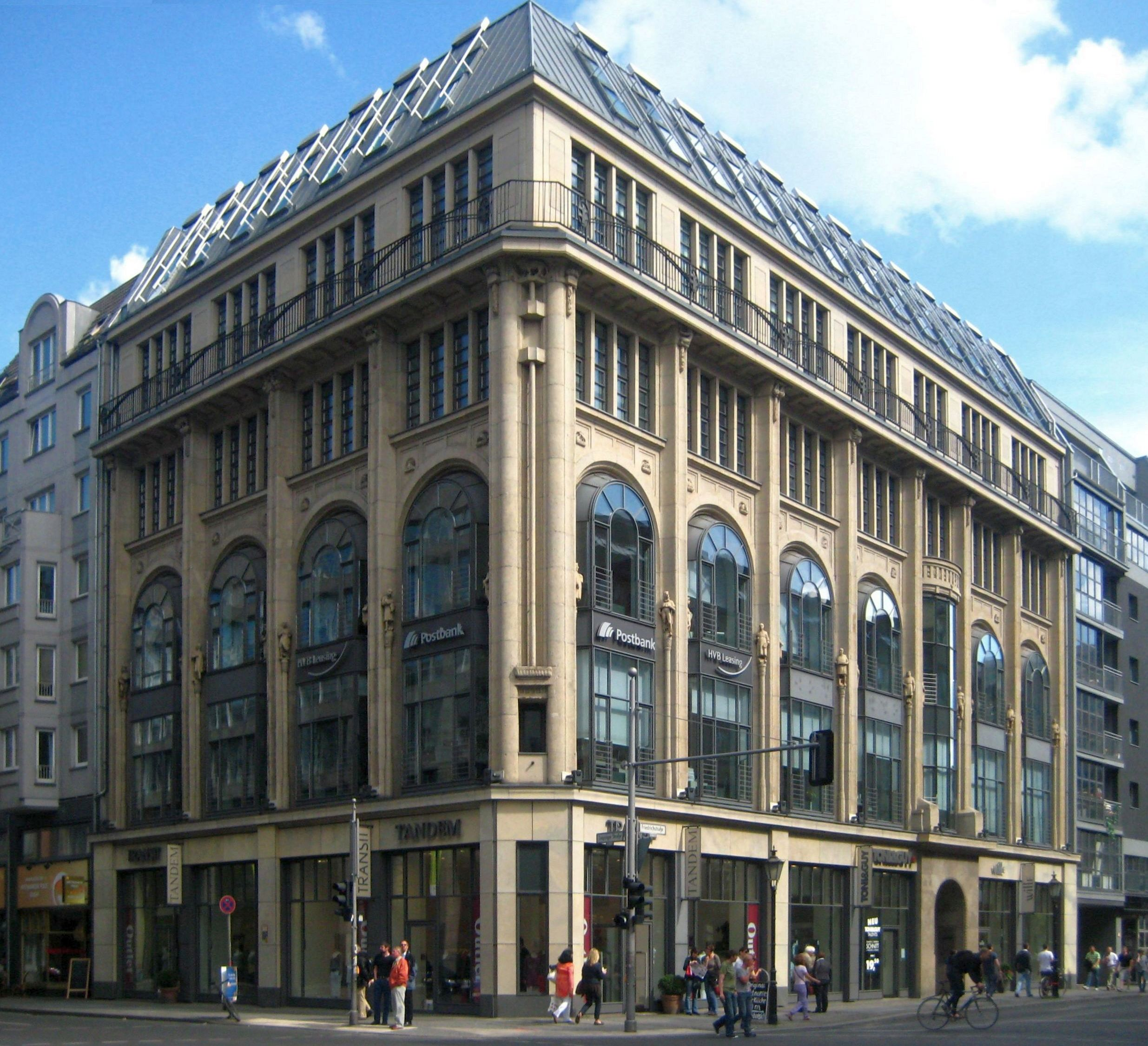
Mädlerhaus in Berlin

### Fabrikgebäude in Leipzig-Lindenau
Die erhaltenen Bauteile auf dem seit 1886 genutzten Fabrikgelände in Leipzig-Lindenau in der Luppenstraße 1 wurden 2012 saniert und zu Wohngebäuden umgenutzt. Investor für das 14-Millionen-Euro-Projekt ist das Leipziger Immobilienunternehmen Hildebrand & Jürgens.

### Mädlerhaus Leipzig
Im Jahr 1900 entstand das Leipziger „Mädlerhaus“ in der Petersstraße 8, ein Geschäftshaus mit einer damals Aufsehen erregenden, großflächig verglasten Fassade in Jugendstil-Formen nach Entwurf des Leipziger Architekten Leopold Stentzler. Der Bau wurde im Zweiten Weltkrieg zerstört.

### Villa Mädler Leipzig
Das private Wohnhaus von Anton Mädler in der heutigen Hans-Driesch-Straße 2 in Leipzig-Leutzsch wurde 1902 von dem Leipziger Architekten Julius Zeißig gebaut. Nach 1945 nutzten Polizei und danach die Staatssicherheit das weitläufige Grundstück und errichteten weitere Bürogebäude, Großgaragen mit Tankstelle und einen Wachturm. Mitarbeiterwohnungen befanden sich in den unmittelbar angrenzenden Plattenbauten. Nach 1990 hatte hier der Betrieb für Beschäftigungsförderung Leipzig (bfb), Eigenbetrieb der Stadt Leipzig, bis 2002 seinen Sitz, mit bis zu 8000 Beschäftigten (Arbeitslose und Sozialhilfeempfänger) zeitweise die größte Beschäftigungsgesellschaft in Deutschland.

### Mädlerhaus Berlin
1908 ließ Anton Mädler für 550.000 Mark von dem Berliner Architekten Robert Leibnitz das sechsgeschossige „Mädlerhaus“, Friedrichstraße 58 / Ecke Leipziger Straße in Berlin-Mitte, errichten. Es wurde im Zweiten Weltkrieg weitgehend zerstört, jedoch 1998 rekonstruiert. Das Haus steht unter Denkmalschutz.

### Mädlerpassage Leipzig
Am 1. Januar 1911 erwarb Mädler Auerbachs Hof sowie ein benachbartes Grundstück in der Leipziger Stadtmitte. 1912 ließ Mädler den aus den 1530er Jahren stammenden Bau abbrechen und bis 1914 von dem Architekten Theodor Kösser (1854–1929) einen fünf Geschosse hohen Neubau als Messehaus für Porzellanwaren errichten. Das Durchgangshaus beinhaltete eine 142 Meter lange, viergeschossige Passage mit einer zentralen oktogonalen Rotunde nach dem Vorbild der Mailänder Galleria Vittorio Emanuele II. Dieser Durchgang sollte den Naschmarkt mit dem Neumarkt im Südosten und der Petersstraße im Südwesten verbinden. Das ursprüngliche Konzept einer T-Form konnte zu Mädlers Lebzeiten nicht verwirklicht werden. Die Passage wurde später nach ihm Mädlerpassage benannt. Nach Protesten der Leipziger Bürger und weltweiten Aufrufen, die 1911 den Erhalt des berühmten „Auerbachs Keller“ forderten, wendete der traditionsbewusste Bauherr trotz großer technischer Probleme erhebliche Mehrkosten auf, um wenigstens diese historischen Räume zu erhalten. Er ließ den „Goethekeller“, den „Lutherkeller“ und den tiefer gelegenen „Fasskeller“ von späteren Zutaten befreien und Ende 1913 in beinahe originalem Aussehen wiedereröffnen. Mehrere der dortigen Sepia-Wandgemälde aus dem Jahr 1867 mit Szenen aus Goethes Faust wurden während des Umbaus 1913 auf Tafeln übertragen. Zusätzlich ließ Mädler eine Querhalle einbauen, mit Darstellungen von Alt-Leipzig an den Wänden, und die neue Große Halle im Stil der frühen Goethezeit, mit Wandgemälden zeitgenössischer Künstler nach Motiven aus dem Faust.